# Deme Zoltán (filmrendező)
Deme Zoltán (Szolnok, 1949. május 31. –) magyar filmrendező, irodalomtörténész, író, műfordító.

## Életpályája
Debrecenből indult, a Kossuth Lajos Tudományegyetem bölcsészkarán 1975-ben szerzett magyar–néprajz szakos tanári diplomát. Egyetemistaként kezdett publikálni országos és külföldi folyóiratokban (Nagyvilág, Vigília, Művészet, párizsi Magyar Műhely, müncheni Új Látóhatár.) Diplomája után felvették a Színház- és Filmművészeti Egyetem filmrendező szakára, Szinetár Miklós osztályába. Művészképző tanárai Makk Károly, Szabó István, Vitray Tamás, Petrovics Emil voltak, osztálytársai Tarr Béla, Müller Péter Sziámi többek között. 1981 és 1985 között a Magyar Televízió filmrendezőjeként szerzett szélesebb ismertséget magának. 1985 telén az Amerikai Egyesült Államokba emigrált. Itt Király Béla és Püski Sándor köreihez tartozott, természettudományos tanulmányokat folytatott, több filozófiai könyvet írt angolul. Közülük a Küzdelem az emberi élet abszurditása ellen címűt a nagyobb világnyelvekre is lefordították.
A 2000-es évek elején visszaköltözött Magyarországra, azóta tehetséges fiatalok társaságában Balatonalmádi otthonában él.
Nevéhez több területen fűződnek újítások. Filmjeit a lírai dokumentumfilm és a filmesszé stílusú játékfilm irányába mozdította el, ami a nyolcvanas évek egyre modorosabb alkotásai között új jelenség volt (Elment egy nemzedék, Hajnali baleset). Esszéíróként a Hétköznapi tárgyaink története nevű angolszász tudományág magyarországi meghonosításának úttörője (Régi gyógyborok, gyógypálinkák, Ódon fababák a békési temetőben, Rokokó kastélyok hangszerunikumai). Irodalomtörténészként levéltárakból kiderítette, hogy Verseghy könyvespolcain miféle művek álltak, s további házi könyvtárak hiányában kötete a felvilágosodás kutatásának legfőbb forrásai közé tartozik ma is (Verseghy könyvtára). Esztéta műfordítóként az irodalmi minimal art rejtelmeinek megfejtése és ismeretterjesztő szöveggyűjteményként való publikálása az ő munkásságának eredménye (Német, francia, angol, amerikai, japán versgrafikák és versplasztikák). Szépíróként továbbhaladt a Tandorival elindult személyiségvesztő, mondatvesztő, szóvesztő poézis útján, s az ún. szótagvesztő és jelvesztő írói világnak nálunk ő a megteremtője (Mikrokozmosz). Kalandokba is bocsátkozott, a hippi létformát kitágító, a földgömböt körbe- és körbeszáguldozó, naponta új és új országba érkező, nagy életsebességű, ezredfordulós nyugati nemzedék újszerű világérzékelésének és új életérzésének ő a magyarországi megelevenítője. (Cikázás a földgömb körül). Sokoldalú tevékenysége a legtöbb tapasztalatot és a legösszetettebb tudást kívánó területen, a filozófiában ívelt egybe. Mellőzve a filozófiatudomány hagyományos ellentétpárjait (anyag-szellem, megismerhető-megismerhetetlen) filozófiai könyveiben saját világértelmező rendszerét egy új ellentétpárra építette (humanizálható-humanizálhatatlan).
Amerikai tevékenységéhez is kapcsolódik néhány újítás. Kezdeményezi a műalkotás gyakorlatiasítását, időnként egy-egy mű problémavilágának nem megírás révén, inkább mindennapi szervezetek napi munkája által való megjelenítését – s maga is alapít olyan szolgáltató csoportokat amelyek egy-egy elképzelt mű problémaanyagát napi működésük által fölgazdagítva hozzák a felszínre (Programme One). Kezdeményezi, hogy könyveinket tettekkel folytassuk, elindítja a write and act programot, s ennek megfelelően az abszurditásról szóló elméleti műve után a napi élet súlyosan abszurd jelenségeinek gyakorlati orvoslásával is megpróbálkozik – többek között Király Béla, Teller Ede, Andrew Lloyd Webber, Willy Brandt, Michelangelo Antonioni, Norman Mailer, Audrey Hepburn közreműködését is megnyerve szociális, jogi, politikai szervezeteinek (Programme Two, Programme One). Amerikában filmeket is készít (többek között Lucille Bliss, Jennifer Darling, Andre Landzaat főszereplésével) s kezdeményezve a filmalkotói munka megszélesítését e műveket új jellegű interaktivitással övezi – az elkészült filmeket divX formátumban a honlapján tárolja évekig, s az összegyűlt szakértői és nézői véleményeket elemezve csiszolja. (Promised Land, The Beyond). Hasonlóan jár el az évtizedes zenei stúdiumai nyomán megkomponált operáival és más zeneműveivel is, itt midi változatok alapján gyűjti a muzsikusok érvényesítendő véleményeit. (Torquemada, Barabbas).
Ennek a sokfelé elágazó pályának van azonban egy állandó alapösvénye, ami a szerző gyűjteményes köteteiből rajzolódik elő (Arpeggio, Mikrokozmosz, Makrokozmosz, Decrescendo). E kötetekben a létezésünket lekorlátozó erőkkel néz szembe az író. Nem kíván beletörődni, hogy időmúlásnak, halálnak, testi kényszereknek kiszolgáltatott élőlény maradjon az ember. Nem kíván beletörődni az élő és élettelen világ milyenségébe sem. Az emberi civilizáció elfogadhatatlan jellemzőire, évszázados gondjaira is szünet nélkül keresi a megoldásokat. Természettudomány és humánkultúra teljes skáláján mozogva így születnek meg egymás után az egészen egyéni ízű válaszai az élet alapproblémáira – gondolatmenetei végpontjain új etikai modellekkel, új társadalom-modellekkel, új természettudományos modellekkel, s évtizedek alatt érlelődött új világ modellekkel. (Promotion One, Promotion Two).

## Könyvei

### Gyűjteményes kötetek
- Arpeggio (esszék és tanulmányok) (1984)
- Mikrokozmosz (szépirodalmi művek) (1984)
- Makrokozmosz (természettudomány) (2009)
- Decrescendo (film és színház) (2009)